# Yamakawa Kikue
Yamakawa Kikue (山川菊栄, 3 de novembre de 1890 - 2 de novembre 1980) va ser una activista, escriptora, feminista japonesa, d'ideologia socialista. És més coneguda per haver estat una de les fundadores del grup socialista Sekirankai —Societat de l'ona vermella.

## Biografia
Va néixer l'any 1890 en el si d'una família privilegiada d'origen samurái, la qual cosa li va permetre assistir a una escola privada per a noies. En la seva joventut va conèixer al militant socialista Hitoshi Yamakawa, amb el qual va acabar contraient matrimoni. Durant aquests anys va entrar en contacte amb el moviment socialista, que li marcà profundament, així com amb els moviments feministes. L'any 1920 es va afiliar a la Lliga Socialista del Japó. Va mantenir una estreta relació amb la coneguda feminista Raichō Hiratsuka, amb la qual va col·laborar en diverses publicacions. No obstant això, per Yamakawa les propostes de Hiratsuka eren merament reformistes i no desafiaven al sistema capitalista. De fet, en la visió de Yamakawa les dones estaven subordinades al sistema de propietat privada, per la qual cosa l'objectiu havia de ser la destrucció d'aquest sistema.
Al costat d'altres dones va fundar l'any 1921 un grup d'ideologia socialista i feminista, el Sekirankai —Societat de l'ona vermella.[5] El Sekirankai va tenir una destacada participació en la celebració del Primer de Maig de 1921, on van repartir el manifest del grup que havia redactat Yamakawa Kikue. Durant la dècada de 1920 Yamakawa va mantenir una gran activitat dins de l'àmbit feminista al Japó. Posteriorment, a diferència d'algunes feministes que van col·laborar amb les autoritats militaristes durant les dècades de 1930 i 1940, Yamakawa no va aprovar aquesta línia de col·laboració i es va mantenir retirada de la vida pública fins al final de la Segona Guerra Mundial. Després de la guerra, va tornar a participar en la política i va arribar a afiliar-se al Partit Socialista del Japó (PSJ). L'any 1947 va passar a dirigir l'Oficina de dones i menors del Ministeri de Treball —durant el govern Katayama—, mantenint-s'hi fins a l'any 1963. En els seus últims anys va seguir lligada al moviment feminista. Va morir l'any 1980.
Al llarg de la seva vida va ser autora de nombrosos treballs i traduccions sobre el socialisme i feminisme